# Gli intrighi del potere - Nixon
Gli intrighi del potere - Nixon (Nixon) è un film statunitense del 1995 diretto da Oliver Stone.
Il film, che narra la carriera di Richard Nixon, ha ottenuto quattro candidature ai premi Oscar.

## Trama
L'americano Richard Milhouse Nixon, figlio di un negoziante e di una severa casalinga, cresciuto in California in una modesta famiglia e colpito duramente dalla morte di due fratelli, una volta divenuto avvocato ottiene rapidamente il successo politico: a 33 anni è deputato, a 37 anni senatore, a 39 anni vicepresidente e nel 1968, a 55 anni, diventa presidente degli Stati Uniti d'America. Malgrado la spesso agitata relazione con la moglie Pat, si dedica con impegno, controverso ma efficace, per porre fine al conflitto indocinese: questo sforzo si coniuga con le importanti aperture alla Cina ed all'Unione Sovietica, che riscattano nell'opinione generale decisioni impopolari come l'aggressione alla Cambogia o i massicci bombardamenti in Nord Vietnam.
Il rientro, a conflitto concluso, di seicento prigionieri di guerra aumenta le sue quotazioni anche tra i pacifisti ad oltranza. Nel 1969 Nixon dà il via ai colloqui sulla riduzione degli armamenti nucleari e nel 1972 si reca a Mosca, dove per la prima volta un presidente americano parla in diretta televisiva al popolo russo. Nel 1973 Breznev restituisce la visita a Nixon, che è alle prese con la scia di illegalità legate allo scandalo del Watergate e con le collusioni con FBI e CIA, che lo ricollegano agli attentati a Fidel Castro. Il film si conclude con le dimissioni dalla presidenza e con le famose immagini di repertorio della partenza dalla Casa Bianca a bordo dell'elicottero presidenziale. Le ultime immagini sono quelle del funerale di Nixon, nel 1994, al quale parteciparono sia il presidente Bill Clinton sia tutti gli ex-presidenti allora ancora viventi degli Stati Uniti d'America.

## Produzione

### Origini
Eric Hamburg, ex portavoce e membro dello staff della Casa Bianca, ebbe l'idea di un film su Nixon dopo una cena con Oliver Stone. Originariamente, Stone stava lavorando a due progetti separati; il musical Evita e un film sul dittatore panamense Manuel Noriega. Quando entrambi i progetti non si concretizzarono, Stone spostò la propria attenzione su un biopic riguardante Richard Nixon. La morte di Nixon il 22 aprile 1994, fu un altro dei fattori chiave nella decisione del regista di abbracciare il progetto. Egli propose il film alla Warner Bros., ma, secondo Stone, la dirigenza lo vide "come un gruppo di vecchi bianchi poco attraenti seduti in giacca e cravatta, con molti dialoghi e poca azione".
Nel 1993, Hamburg menzionò l'idea del film su Nixon allo scrittore Stephen J. Rivele con l'idea che avrebbero incorporato tutti i misfatti dell'uomo politico, sia noti che speculativi. A Rivele piacque l'idea tanto più che aveva già pensato di scrivere una sceneggiatura su simili tematiche. Insieme allo sceneggiatore Christopher Wilkinson, scrisse la prima stesura del copione nel novembre 1993. Furono loro a concepire l'idea del Sistema come "Bestia", che Wilkinson descrisse "un mostro senza testa che si trascina nella storia americana del dopoguerra", una metafora per il lato oscuro del Paese che aveva portato all'assassinio di John F. Kennedy, Robert F. Kennedy e Martin Luther King Jr., alla guerra del Vietnam, e aveva aiutato l'ascesa al potere di Nixon ma anche la sua caduta. Stone disse in un'intervista che Nixon realizzò che la "Bestia" era più potente di lui: «Non possiamo addentrarci troppo, ma vi accenniamo così tante volte; il complesso militare-industriale, il potere del denaro». Furono questi concetti a convincere Stone a dirigere Nixon e fu lui a chiedere a Hamburg di reclutare Rivele e Wilkinson per scrivere la sceneggiatura. Rivele e Wilkinson consegnarono la prima stesura del copione il 17 giugno 1994, giorno dell'anniversario dello scandalo Watergate. A Stone piacque il copione ma decise che la terza parte e il finale avessero bisogno di una revisione. La seconda stesura fu consegnata il 9 agosto, 20º anniversario delle dimissioni di Nixon.

### Pre-produzione
Stone fece molte ricerche in materia insieme a Hamburg. Con Hamburg e gli attori Anthony Hopkins e James Woods, Stone si recò a Washington per intervistare alcuni membri ancora in vita dello staff interno di Nixon: l'avvocato Leonard Garment e il procuratore generale Elliot Richardson. Parlò anche con Robert McNamara, ex segretario della difesa nelle amministrazioni Kennedy e Johnson. Il regista volle anche assumere come consulente Alexander Butterfield, personaggio importante nello scandalo del Watergate, per assicurarsi che l'Ufficio Ovale fosse rappresentato in maniera realistica, e gli ex consiglieri della Casa Bianca John Sears e John Dean, per essere certo che ogni aspetto della storia fosse accurato. Butterfield apparve in alcune scene come membro dello staff della Casa Bianca.
Per prepararsi ai loro rispettivi ruoli, Powers Boothe, David Hyde Pierce e Paul Sorvino parlarono con le loro controparti reali, ma J.T. Walsh decise di non contattare John Ehrlichman perché lui aveva minacciato di fare causa alla produzione dopo aver letto una prima versione della sceneggiatura e non essere rimasto contento di come era ritratto. Hopkins visionò molti documentari d'epoca su Nixon. In origine Stone aveva un accordo per la regia di tre lungometraggi con la Regency Enterprises, che includeva JFK - Un caso ancora aperto, Tra cielo e terra, e Assassini nati - Natural Born Killers. Dopo il successo di Natural Born Killers, Arnon Milchan, capo della Regency, fece firmare a Stone un contratto per altri tre film.
Quando però Stone disse a Milchan che voleva fare Nixon, Milchan, non entusiasta dell'idea, rispose al regista che il budget massimo per il film sarebbe stato di 35 milioni di dollari, credendo che questo lo avrebbe fatto desistere dal progetto. Allora Stone portò il progetto al finanziere ungherese Andrew G. Vajna che aveva un accordo economico con la Disney. La società di Vajna, la Cinergi Pictures, propose al regista un finanziamento di 38 milioni di dollari. Questo fatto fece infuriare Milchan che aveva in essere un contratto di esclusività con Stone, e minacciò di fargli causa. Fu raggiunto un accordo extra giudiziario tra le parti, e Stone fu in grado di stringere un accordo con la Cinergi e la Hollywood Pictures (di proprietà della Disney) che gli garantì un budget di 43 milioni. Per ridurre comunque i costi, Stone riciclò i set della Casa Bianca utilizzati per il film Il presidente - Una storia d'amore di Rob Reiner.

### Casting
Allo studio non piacque la scelta di Stone di far interpretare Richard Nixon ad Anthony Hopkins. Avrebbero preferito Tom Hanks o Jack Nicholson; due delle prime scelte di Stone. Il regista prese in considerazione anche Gene Hackman, Robin Williams, Gary Oldman e Tommy Lee Jones. Si incontrò anche con Warren Beatty ma l'attore richiese troppe modifiche al copione. Stone decise di scritturare Hopkins basandosi sulle sue interpretazioni in Quel che resta del giorno e Viaggio in Inghilterra. Riguardo Hopkins, Stone disse: «L'isolamento di Tony è ciò che mi ha colpito. La solitudine. Ho sentito che era la qualità che ha sempre contraddistinto Nixon». Quando l'attore si incontrò con il regista ebbe l'impressione che Stone fosse "uno dei grandi cattivi ragazzi della cultura pop americana", e che non poteva lasciarsi sfuggire l'opportunità di lavorare con lui. Ciò che fece decidere definitivamente a Hopkins di accettare il ruolo furono le scene dove il presidente Nixon parla dei suoi genitori, che lo colpirono molto.

### Riprese principali
Le riprese del film cominciarono ufficialmente il 1º maggio 1995 ma ci fu in precedenza a fine aprile una settimana di preparazione per la ripresa di alcune scene utilizzate come falso documentario d'epoca sulla carriera di Nixon. All'inizio delle riprese, Hopkins restò intimidito dalla grande quantità di battute e dialoghi che doveva memorizzare, anche perché spesso venivano cambiati di continuo. Sorvino gli disse che il suo accento era del tutto sbagliato, e lo aiutò a imitare il tono di voce di Nixon. Inizialmente Hopkins disse a Stone di volere abbandonare la produzione ma il regista lo convinse a restare.
Nella primavera del 1994, Time riportò la notizia che nelle prime stesure del copione Nixon veniva messo in correlazione con l'assassinio di John F. Kennedy. I fatti raccontati nella sceneggiatura erano basati su ricerche provenienti da varie fonti, inclusi documenti, trascrizioni e ore di riprese di Nixon alla Casa Bianca. Dean ha parlato dell'accuratezza del film: «In una scala più ampia, riflette accuratamente quello che successe». Stone rispose alle critiche circa le scene inventate nel film, dicendo: «Il materiale che abbiamo inventato non è stato fatto a casaccio o in modo stravagante, era basato sulla ricerca e l'interpretazione». Richard Helms, ex direttore della CIA, minacciò di fare causa alla produzione. In risposta, Stone tagliò al montaggio tutte le scene dove compariva Helms dichiarando che lo faceva solo per "ragioni artistiche".

## Distribuzione

### Incassi
Il film, con un budget stimato di circa 44 milioni di dollari, non replicò il successo di JFK - Un caso ancora aperto e incassò poco più di 13 milioni di dollari negli USA.

### Accoglienza
Due giorni prima dell'uscita del film nei cinema, la Richard Nixon Library diffuse un comunicato per conto della famiglia Nixon, definendo alcune sequenze del film "riprovevoli" e descrivendolo realizzato al solo scopo di "diffamare e degradare la memoria del Presidente e della signora Nixon presso il popolo americano". Tale comunicato venne diffuso basandosi su una copia della sceneggiatura. Inoltre, il comunicato criticò la rappresentazione della vita privata di Nixon da parte di Stone, della sua infanzia, e dell'insinuazione che egli abbia preso parte al piano per uccidere Fidel Castro. Stone rispose che le sue intenzioni nel girare il film non erano assolutamente maligne o diffamatorie, ma piuttosto un tentativo di "comprendere appieno la vita e la carriera di Richard Nixon; il buono e il cattivo, i trionfi e le tragedie e l'eredità che ha lasciato alla sua nazione e al mondo". La figlia di Walt Disney, Diane Disney Miller, scrisse una lettera alle figlie di Nixon dicendo che Stone aveva "commesso un grave disservizio nei confronti dei famigliari di Nixon, della presidenza, e della storia americana tutta". Stone non definì il suo film la verità definitiva su Nixon ma piuttosto "una base dalla quale partire per documentarsi, leggere e farsi una propria opinione".
Alcuni critici accusarono Stone di aver rappresentato Nixon come un alcolizzato, sebbene egli avesse detto di essersi basato sulle informazioni contenute nei libri di Stephen Ambrose, Fawn Brodie e Tom Wicker. Il noto critico cinematografico Roger Ebert lodò il film per la sua "atmosfera da tragedia classica". Inoltre Ebert inserì la pellicola nella sua lista relativa ai migliori dieci film dell'anno. Janet Maslin del The New York Times lodò l'interpretazione di Anthony Hopkins.
Mick LaSalle del San Francisco Chronicle, scrisse: "Il problema del film non è l'accuratezza storica, ma la sua assurdità. L'interpretazione esagerata di Hopkins nei panni di Nixon è il fulcro di un film che nella sua ideazione e presentazione vira costantemente verso il kitsch". Anche Richard Corliss, nella sua recensione del film sulla rivista Time, criticò l'interpretazione di Hopkins: "Hopkins è un fallimento. Non riesce a replicare il tono di voce baritonale di Nixon, con i suoi meravigliosamente falsi tentativi di intimità, e nemmeno la statura di uno scalatore sociale in carriera che, a mani nude, scalava le montagne anche se non era mai alto o grande abbastanza". Peter Travers di Rolling Stone scrisse: "È uno psicodramma avvincente, però, semplicemente non confondete Nixon con la storia".
Sul sito internet aggregatore di recensioni Rotten Tomatoes il film ha un indice di gradimento del 74%, basato su 61 recensioni da parte di critici professionisti, con un punteggio globale di 6.8 su 10. Metacritic assegna al film un punteggio di 66 su 100 basato su 22 recensioni, indicante "recensioni generalmente favorevoli".

### Versione italiana
La direzione del doppiaggio italiano è a cura di Cesare Barbetti, su dialoghi di Mario Paolinelli, per conto della SEFIT-CDC. La sonorizzazione, invece, venne affidata alla International Recording spa.

## Riconoscimenti
- 1996 - Premio Oscar
  - Candidatura Miglior attore protagonista ad Anthony Hopkins
  - Candidatura Miglior attrice non protagonista ad Joan Allen
  - Candidatura Miglior sceneggiatura originale ad Stephen J. Rivele, Christopher Wilkinson e Oliver Stone
  - Candidatura Miglior colonna sonora a John Williams
- 1996 - Kansas City Film Critics Circle Awards
  - Miglior attrice non protagonista (Joan Allen)